# Michael Varde
Michael Varde (...) è un attore statunitense.

## Biografia
Michael Varde ha esordito come attore nel 2011 nel cortometraggio One More Stop, da lui stesso diretto insieme a James Patrick Vaughan. È stato per diversi anni l'attore feticcio di F.C. Rabbath, per cui ha recitato in diversi cortometraggi oltre ai film Catching Hearts (2012) e Scarlet's Witch (2014).
Ha recitato anche nei film Hollow Creek (2016) e Middleton Christmas (2020) e nelle serie televisive The Glades e Shades of Blue.

## Filmografia

### Attore

#### Cinema
- One More Stop, regia di Michael Varde e James Patrick Vaughan - cortometraggio (2011)
- The Board, regia di F.C. Rabbath - cortometraggio (2011)
- In & Out, regia di Mark Mulcahy - cortometraggio (2011)
- Clocked Out, regia di F.C. Rabbath - cortometraggio (2011)
- A Rainy Day on Main Street, regia di Cait Shull - cortometraggio (2011)
- Catching Hearts, regia di F.C. Rabbath (2012)
- Guy, regia di F.C. Rabbath - cortometraggio (2012)
- Listen, regia di F.C. Rabbath (2013)
- Scarlet's Witch, regia di F.C. Rabbath (2014)
- The Movie Extra, regia di F.C. Rabbath (2015)
- Hollow Creek, regia di Guisela Moro (2016)
- And the Fool Became Beautiful, regia di Dina Kagan - cortometraggio (2017)
- Madonna and the Breakfast Club, regia di Guy Guido - Documentario (2019)
- Odd Bird, regia di Katy Dore - cortometraggio (2019)
- Middleton Christmas, regia di Dale Fabrigar (2020)
- Porcelain, regia di Krzysztof Aleszczyk - cortometraggio (2021)

#### Televisione
- The Glades – serie TV, 1 episodio (2013)
- Ucciderei per te (I'd Kill for You) – serie TV, 2 episodi (2015)
- Last Days of the Nazis – serie TV documentaristica, 1 episodio (2015)
- A Crime to Remember – serie TV documentaristica, 1 episodio (2016)
- Shades of Blue – serie TV, 1 episodio (2017)
- The Girl with the Purple Hair, regia di Nora Jobling – film TV (2019)

### Regista
- One More Stop, regia di Michael Varde e James Patrick Vaughan - cortometraggio (2011)

### Sceneggiatore
- One More Stop, regia di Michael Varde e James Patrick Vaughan - cortometraggio (2011)

## Riconoscimenti
- 2020 – Southeast Regional Film Festival
  - Nomination Best Adult Playing Teen/Young Adult per Odd Bird